# Tennistoernooi van Montréal/Toronto 2025
Het tennistoernooi van Montréal/Toronto van 2025 werd van zondag 27 juli tot en met donderdag 7 augustus 2025 gespeeld op hardcourtbuitenbanen in Canada. De officiële naam van het toernooi was National Bank Open.
Het toernooi bestond uit twee delen:
- WTA-toernooi van Montréal 2025, het toernooi voor de vrouwen in het IGA Stadium te Montréal
- ATP-toernooi van Toronto 2025, het toernooi voor de mannen in het Sobeys Stadium te Toronto

| Montréal/Toronto  | juli 2025 | juli 2025 | juli 2025 | juli 2025 | juli 2025 | augustus 2025 | augustus 2025 | augustus 2025 | augustus 2025 | augustus 2025 | augustus 2025 | augustus 2025 | augustus 2025 |
| Montréal/Toronto  | zon 27    | maa 28    | din 29    | woe 30    | don 31    | vrĳ 1         | zat 2         | zat 2         | zon 3         | maa 4         | din 5         | woe 6         | don 7         |
| ----------------- | --------- | --------- | --------- | --------- | --------- | ------------- | ------------- | ------------- | ------------- | ------------- | ------------- | ------------- | ------------- |
| vrouwenenkelspel  | 1e ronde  | 1e ronde  | 2e ronde  | 2e ronde  | 3e ronde  | 3e ronde      | 4e ronde      | 4e ronde      | 4e ronde      | kwartfinale   | kwartfinale   | halve finale  | finale        |
| vrouwendubbelspel |           |           |           | 1e ronde  | 1e ronde  | 2e ronde      | 2e ronde      | kwart- finale | kwart- finale | halve finale  | halve finale  | finale        |               |
| mannenenkelspel   | 1e ronde  | 1e ronde  | 2e ronde  | 2e ronde  | 3e ronde  | 3e ronde      | 4e ronde      | 4e ronde      | 4e ronde      | kwartfinale   | kwartfinale   | halve finale  | finale        |
| mannendubbelspel  |           |           |           |           | 1e ronde  | 1e ronde      | 2e ronde      | 2e ronde      | 2e ronde      | kwartfinale   | halve finale  | halve finale  | finale        |

ATP-toernooi van Montréal/Toronto‎ – WTA-toernooi van Montréal/Toronto‎

1990 ·
1991 ·
1992 ·
1993 ·
1994 ·
1995 ·
1996 ·
1997 ·
1998 ·
1999 ·
2000 ·
2001 ·
2002 ·
2003 ·
2004 ·
2005 ·
2006 ·
2007 ·
2008 ·
2009 ·
2010 ·
2011 ·
2012 ·
2013 ·
2014 ·
2015 ·
2016 ·
2017 ·
2018 ·
2019 ·
2020 ·
2021 ·
2022 ·
2023 ·
2024 ·
2025